# Sul lago dorato
Sul lago dorato (On Golden Pond) è un film di Mark Rydell del 1981. Con un incasso di 119.285.432 dollari si rivelò il secondo maggiore incasso del 1981, preceduto solo da I predatori dell'arca perduta di Steven Spielberg.

## Trama
Norman Thayer, ottantenne professore in pensione che negli ultimi anni soffre di perdita di memoria e che pensa spesso alla propria morte che sente vicina, trascorre l'estate con sua moglie Ethel nel loro cottage sul Golden Pond, un bellissimo lago del New England. L'unica figlia della coppia, Chelsea, che non vedono da anni e con la quale i rapporti del padre sono sempre stati piuttosto tesi a causa del duro carattere di lui, va a trovarli con il suo nuovo fidanzato, un dentista divorziato di nome Billy Ray, ed il figlio di quest'ultimo, un tredicenne anche lui di nome Billy. Mentre Chelsea e Billy senior partono per un mese per l'Europa, lasciano in custodia il ragazzino ad Ethel e a Norman. Il ragazzino, nonostante le schermaglie iniziali, legherà un'affettuosa amicizia con lo scorbutico Norman, che gli insegnerà a pescare ed a tuffarsi all'indietro, apportando infine un miglioramento nei rapporti di tutta la famiglia quando Chelsea, sposatasi a metà del suo viaggio, ritorna dall'Europa.

## Dettagli sul film
Si tratta dell'ultimo film della lunga carriera di Henry Fonda ma l'unico per cui abbia vinto l'Oscar; è anche l'unico in cui ha recitato con sua figlia Jane Fonda. 
Katharine Hepburn con questo film conquistò il suo quarto Premio Oscar come miglior attrice protagonista, primato tuttora ineguagliato.
Il fim è stato girato a Squam Lake presso il comune di Holderness, contea di Grafton, New Hampshire. Le riprese sono iniziate nel luglio 1980 e proseguite fino ad agosto. Il film è uscito negli USA il 4 dicembre 1981, mentre in Italia l'11 marzo 1982.
Una battuta del film ("Ora ascoltami bene. Sei il mio possente cavaliere con la scintillante armatura, non dimenticarlo. Siederai baldo in sella al tuo cavallo e io siederó dietro di te, aggrappata a te, e poi via, avanti ancora e ancora e ancora...", "Listen to me, mister. You're my knight in shining armor. Don't you forget it. You're going to get back on that horse, and I'm going to be right behind you, holding on tight, and away we're gonna go, go, go!" in lingua originale) è stata inserita nel 2005 nella lista delle cento migliori citazioni cinematografiche di tutti i tempi stilata dall'American Film Institute, nella quale figura all'88º posto.

## Riconoscimenti
- 1982 - Premio Oscar
  - Miglior attore protagonista a Henry Fonda
  - Miglior attrice protagonista a Katharine Hepburn
  - Migliore sceneggiatura non originale a Ernest Thompson
  - Candidatura Miglior film a Bruce Gilbert
  - Candidatura Migliore regia a Mark Rydell
  - Candidatura Miglior attrice non protagonista a Jane Fonda
  - Candidatura Migliore fotografia a Billy Williams
  - Candidatura Miglior montaggio a Robert L. Wolfe
  - Candidatura Miglior sonoro a Richard Portman e David M. Ronne
  - Candidatura Miglior colonna sonora a Dave Grusin
- 1982 - Golden Globe
  - Miglior film drammatico
  - Miglior attore in un film drammatico a Henry Fonda
  - Migliore sceneggiatura a Ernest Thompson
  - Candidatura Migliore regia a Mark Rydell
  - Candidatura Miglior attrice in un film drammatico a Katharine Hepburn
  - Candidatura Miglior attrice non protagonista a Jane Fonda
- 1983 - Premio BAFTA
  - Miglior attrice protagonista a Katharine Hepburn
  - Candidatura Miglior film a Bruce Gilbert
  - Candidatura Migliore regia a Mark Rydell
  - Candidatura Miglior attore protagonista a Henry Fonda
  - Candidatura Miglior attrice non protagonista a Jane Fonda
  - Candidatura Migliore sceneggiatura non originale a Ernest Thompson
- 1981 - National Board of Review Award
  - Migliori dieci film
  - Miglior attore protagonista a Henry Fonda
- 1982 - American Cinema Editors
  - Candidatura Miglior montaggio a Robert L. Wolfe
- 1982 - American Movie Award
  - Miglior attore protagonista a Henry Fonda
  - Miglior attrice protagonista a Katharine Hepburn
  - Miglior attrice non protagonista a Jane Fonda
  - Candidatura Miglior film
- 1982 - British Society of Cinematographers
  - Candidatura Migliore fotografia a Billy Williams
- 1982 - Directors Guild of America
  - Candidatura DGA Award a Mark Rydell
- 1983 - Grammy Award
  - Candidatura Miglior colonna sonora a Dave Grusin
- 1983 - Awards of the Japanese Academy
  - Candidatura Miglior film straniero
- 1982 - Karlovy Vary International Film Festival
  - Miglior attore a Henry Fonda
- 1981 - Los Angeles Film Critics Association Award
  - Candidatura Miglior attore protagonista a Henry Fonda
- 1982 - Writers Guild of America
  - WGA Award a Ernest Thompson e Donald Stewart